# Jorba
Jorba es un municipio de Cataluña, España. Perteneciente a la provincia de Barcelona, en la comarca de Noya. Según datos de 2017 su población era de 823 habitantes. Incluye las localidades de Jorba y Sant Genís.

## Geografía
Integrado en la comarca de Noya, se sitúa a 75 kilómetros de la capital catalana. El término municipal está atravesado por la autovía del Nordeste A-2 entre los pK 541 y 550, además de por la antigua carretera N-II y por la carretera autonómica C-1412a, que permite la comunicación con Copóns. 
El relieve del municipio es irregular, estando atravesado por torrentes y rieras que forman parte de la cuenca del río Noya, que cruza el territorio antes de pasar a Igualada. La montaña más destacable es el Turó del Rabasser (622 metros). Al norte se encuentra una meseta que alcanza los 572 metros (Plans de Sant Salvador), mientras que por el sur se levanta otra llamada Pla del Magre (566 metros). La altitud oscila entre los 685 metros en una zona serrana al este (Serrat de Gardell) y los 320 metros a orillas del río Noya. El pueblo se alza a 399 metros sobre el nivel del mar. 
| Noroeste: Veciana (exclave) | Norte: Copóns y Rubió               | Noreste: Rubió y Ódena              |
| Oeste: Argençola            |                                     | Este: Ódena e Igualada              |
| Suroeste: Argençola         | Sur: Argençola y Sant Martí de Tous | Sureste: Santa Margarida de Montbui |

## Historia
La localidad aparece citada en una bula de 978 como posesión del obispado de Vich. En el siglo XII existía la baronía de Jorba cuyo primer señor fue Guerau de Jorba, quien fuera consejero de Ramón Berenguer IV de Barcelona y del rey Alfonso II de Aragón. Más tarde, la baronía quedó incorporada a la de Cardona al casarse Gueraua de Jorba con el vizconde Guillem. Después pasó por diversas familias como los Ponts o los Guimerà, y los Guzmán. De éstos a los Álvarez de Toledo hasta los actuales González de Gregorio. Tras la abolición de los señoríos, el castillo de Jorba fue comprado por dos hermanos industriales de Igualada.

## Demografía
Jorba cuenta con una población de 827 habitantes (INE 2024).
| Gráfica de evolución demográfica de Jorba entre 1842 y 2021 |
| |
| Población de derecho según los censos de población del INE. Población de hecho según los censos de población del INE.En este censo se denominaba Jorba y San Ginés: 1842. En este censo se denominaba Jorva: 1857. |

## Cultura
Del antiguo castillo, construido originalmente en el siglo XI y modificados en siglos posteriores, se conservan algunos restos. Quedó prácticamente destruido durante la primera guerra carlista. Pueden verse fragmentos de la muralla y de algunas torres de defensa.
La iglesia parroquial de Jorba está dedicada a San Pedro. Fue construida entre 1551 y 1558 es estilo gótico tardío. De planta rectangular, tiene anexo un campanario de planta cuadrada.
En Sant Genís se encuentra el santuario de Santa María de la Sala. Construido en el siglo XII, es de estilo románico. De nave única, tiene un ábside semicircular y un campanario de espadaña. La portalada está decorada con arquivoltas con un friso en el que aparecen dibujos en forma de zig-zag. 
Jorba celebra su fiesta mayor el primer fin de semana del mes de agosto. Coincidiendo con la festividad de San Isidro tienen lugar las fiestas de primavera.

## Economía
La principal actividad económica es la agricultura de secano. Destacan los cultivos de cereales y frutos secos. La ganadería es especialmente de ganado porcino.
En cuanto a la industria, las principales están dedicadas a la producción de materiales para la construcción.